# Bloc Danakil
Pour les articles homonymes, voir Danakil.
Le bloc Danakil, ou Alpes Danakil[réf. nécessaire], est un massif de montagnes constitué d'un horst de la vallée du Grand Rift situé en Afrique de l'Est, dans le Sud de l'Érythrée, le Nord de Djibouti et le Nord-Est de l'Éthiopie. La région est connue sous le nom d'Arrata en langue afar.

## Géographie

### Situation, topographie
Bordé par la mer Rouge au nord-est et le golfe d'Aden au sud-est, le bloc Danakil fait face à un autre horst, le nord du plateau éthiopien, dont il est séparé par un graben, la dépression de l'Afar. Ce horst est situé sur la plaque arabique et les rifts qui traversent en son centre la dépression de l'Afar pourraient le séparer du continent africain en formant alors une île dans quelques millions d'années si le mouvement de distension de la croûte terrestre dans cette région de l'Afrique se poursuit. Le détroit de Bab-el-Mandeb reliant la mer Rouge au golfe d'Aden est délimité par l'extrémité sud-est du bloc Danakil à Djibouti et l'île de Périm au Yémen. Le massif présente une section transversale asymétrique avec un escarpement de rift relativement doux faisant face à la mer Rouge, et une faille normale intense du côté intérieur.
Cette région est désertique, faiblement peuplée et sismiquement et volcaniquement active.
Dans la partie nord du massif, le socle rocheux est moins élevé et il existe de nombreux édifices volcaniques, les plus élevés étant le Mallahle, le Nabro et le Dubbi. La chaîne volcanique s'étend vers le nord-ouest jusqu'à la mer Rouge, se terminant au large par le volcan Kod Ali.

### Géologie
Géologiquement, ces hautes terres sont décrites comme un horst. Elles sont formés par des failles géologiques apparues depuis le Miocène. Il existe un socle rocheux précambrien sous la région et, sur la côte érythréenne, des roches précambriennes et mésozoïques sont visibles. Le calcaire d'Antalo (en) dans les Alpes Danakil est inhabituellement épais pour la Corne de l'Afrique, mesurant au moins 1 000 mètres de profondeur, ce qui implique que la zone sert de bassin de versant avant le soulèvement et la rupture du continent afro-arabe. Le socle rocheux du massif est recouvert de trapps depuis l'Oligocène.
Il y a environ 20 millions d'années, la zone de rift de l'Afar s'ouvre. Les Alpes se détachent du plateau éthiopien auquel elles étaient auparavant rattachées et dérivent vers l'est/nord-est. Les mesures paléomagnétiques indiquent qu'à partir du début du Miocène, les Alpes tournent dans le sens inverse des aiguilles d'une montre de 20 à 30 degrés de leur position d'origine sur une période de 11 millions d'années à la suite de l’ouverture de la mer Rouge. Au cours du dernier million d'années, l'expansion continue de se propager vers l'ouest, du golfe d'Aden au golfe de Tadjourah et à la région Afar, via le rift Asal-Ghoubbet. Cette limite de plaque active se poursuit du côté ouest du bloc Danakil et rejoint la mer Rouge au niveau du golfe de Zula. Les facteurs d'étirement de la croûte continentale dans les Alpes Danakil sont estimés à β = ~2,5.
Les Alpes Danakil sont coupées de la mer depuis la fin du Pléistocène.

## Relations internationales
La frontière entre l'Érythrée et l'Éthiopie longe le bord sud-ouest du bloc Danakil et fait l'objet d'un contentieux entre ces deux pays qui a déjà débouché sur une guerre ouverte ainsi que des accrochages entre les armées. Cette instabilité politique augmente l'insécurité régionale où des enlèvements d'étrangers se sont déjà produits.